# Signora Carlomagno
La Signora Carlomagno, che si fa gli affari suoi e, molto volentieri, quelli degli altri, è uno dei personaggi creati dal fumettista italiano Benito Jacovitti.
È una vecchia energumena, di anni vicino ai cento, ed è fortissima.
Compare per la prima volta nella storia La famiglia Spaccabue. A un concorso si presentò come "Giuseppa Carlomagno di anni cento".
La fortuna del personaggio è confermata dal suo ricordo a distanza di anni: alla morte dell'autore il Corriere della Sera la definì come "la superba virago che tirava pugni alla John Wayne". Nel suo saggio Le nuvole parlanti: un secolo di fumetti tra arte e mass media, Pietro Favari intitolò un intero paragrafo "Zagar contro la signora Carlomagno", arrivando ad identificare la stessa come "l'invenzione più geniale di Jacovitti".